# Ели Аргировска
Йелена (Ели) Костова Аргировска-Наумова с псевдоним Илинка (на македонска литературна норма: Јелена, Ели Костова Аргировска-Наумова, Илинка) е югославска участничка в комунистическата съпротива във Вардарска Македония.

## Биография
Родена е на 16 февруари 1921 година в Крушево. Става член на Дружество Есперанто в Крушево. През юни 1942 година става заместник-политически комисар на чета в Крушевски народоосвободителен партизански отряд „Питу Гули“. На 22 ноември 1942 година български военен съд в Прилеп я осъжда на 15 години затвор задочно. Известен период от време влиза в редиците на Кичевско-мавровски народоосвободителен партизански отряд, а след това и в Народоосвободителен батальон „Мирче Ацев“. След това е заместник-политически комисар на втора македонска ударна бригада. Пълномощник е на ОЗНА към четвърта дивизия на НОВЮ. Носител е на Партизански възпоменателен медал 1941 година.